# La pasión de Michelangelo
La pasión de Michelangelo es una película chilena coproducción con Argentina y Francia estrenada el 18 de abril de 2013 dirigida por Esteban Larraín que relata el suceso de Miguel Ángel Poblete acaecido en 1983, en que aseguraba tener visiones de la Virgen María en la comuna chilena de Villa Alemana.

## Sinopsis
Miguel Ángel Poblete es un huérfano de catorce años que vive en la iglesia de Villa Alemana. En 1983, en plena dictadura militar, comienza a tener supuestas visiones de la Virgen María, logrando atraer a miles de seguidores. Cuando sus experiencias son noticia a nivel nacional, la iglesia investiga el caso y llega a la conclusión de que todo es una maniobra de la dictadura para distraer la atención de las primeras protestas contra Augusto Pinochet. Por este motivo, el obispo de Valparaíso prohíbe rendir culto a la Virgen a través del muchacho por considerarlo falso e inapropiado. Eventualmente, Miguel Ángel pierde credibilidad, adeptos y el sentido de la razón. En el epílogo de la película, se explica que, tras quedar en el olvido de la opinión pública, Miguel Ángel se cambió de sexo, se convirtió en líder de una secta religiosa y finalmente murió en 2008.

## Reparto
| - Sebastián Ayala como Miguel Ángel Poblete. - Patricio Contreras como padre Ruiz-Tagle. - Roberto Farías como Modesto. - Aníbal Reyna como padre Lucero. - Catalina Saavedra como Irma. - Luis Dubó como Facundo. - Alejandro Sieveking como Asesor. - Ramón Núñez como Obispo. - Sebastián Trincado Vásquez como Lázaro. | - Grimanesa Jiménez como Eulogia. - Carolina Carrasco como Sandra. - Mireya Moreno como doña Beatriz. - Vilma Verdejo como Rosa. - Claudia Cordero como Aurora. - Carmen Disa Gutiérrez como Judith. - Pablo Aravena como Rucio. - Samuel Flores como padre Joaquín. |